# Аббасидское вторжение в Малую Азию (782)
Аббасидское вторжение в Малую Азию (араб. الحملة الإسلامية على آسيا الصغرى‎ — «Мусульманская кампания в Малой Азии»; ср.-греч. Εκστρατεία Αράβων στη Μ. Ασία — «Арабская кампания в Малой Азии») происходило весной—летом 782 года. Армия Аббасидского халифата, которым правил аль-Махди, под номинальным командованием его сына Харуна и под фактическим руководством Ар-Раби ибн Юнуса вторглась в малоазиатские владения Византии, которой правила императрица Ирина.
Вторжение стало самым крупным за всю вторую половину VIII века и было вызвано рядом поражений аббасидской армии от византийской в предыдущее десятилетие, из-за чего аль-Махди решил показать противнику силу и собрал колоссальную армию почти в 96 тысяч человек. Перейдя границу между государствами, арабы дошли до Хрисополиса, что располагался напротив столицы империи Константинополя через пролив Босфор, в то время как вторая группировка начала набег на юго-запад Малой Азии, где нанесла поражение византийскому войску. Харун не собирался брать штурмом Константинополь и не имел для этого кораблей и соответствующего снаряжения, потому повернул назад. В ходе отхода византийцы ликвидировали оставленный в тылу, во Фригии, отряд арабов и заманили силы Харуна в ловушку, зажав его в клещи. Однако в этот момент армянский полководец Тачат перешёл на сторону врага, благодаря чему Харун вновь получил преимущество над противником. Он взял в плен ряд высокопоставленных послов и военачальников врага, в частности евнуха Ставракия, что заставило Ирину подписать трёхлетнее перемирие с выплатой дани каждый год. Благодаря этому она смогла сосредоточить силы империи на Балканах, но по окончании перемирия Аббасиды возобновили набеги. 13 лет спустя Византии пришлось пойти на аналогичный шаг.

## Предыстория

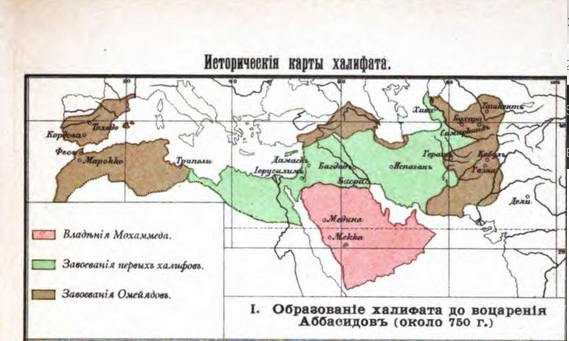
Арабский халифат около 750 года. Карта А. Е. Крымского

В 740-х и 750-х годах, воспользовавшись ослаблением Арабского халифата, вызванного чередой гражданских войн и последующей Аббасидской революцией, Византия под руководством императора Константина V (741—775) перешла к экспансионистской политике на своих восточных границах. В 760-х и 770-х годах, с укреплением власти династии Аббасидов ситуация вновь сбалансировалась — арабские войска проводили активные набеги в Малую Азию, а византийцы порой решительно контратаковали и наносили болезненные удары. Так во время правления императора Льва IV (775—780) в 778 году армия Византии под командованием Михаила Лаханодракона разграбила окрестности города Германикия, уведя в плен значительное число сирийских христиан и разбив арабскую армию. В следующем году византийцы вновь напали на врага и разграбили город Эль-Хадат, что заставило халифа аль-Махди (775—785) заменить довольно пассивного военачальника на более активного ветерана, который во главе 30-тысячной армии вторгся на территорию империи. Однако греки не оказали какого-либо сопротивления и укрыли армию и население за высокими стенами крепостей, что заставило арабов вскоре отойти без каких-то успехов. Арабские нападения не требовали уже напряжения всех сил империи, местных войск приграничных фем (из которых ключевыми были Анатолик и Армениакон) считалось достаточным для охраны границы.
Столь явные успехи византийской армии заставили халифа аль-Махди самому выдвинуться в военную ставку для воодушевления войск. 12 марта 780 года он покинул Багдад и через Алеппо добрался до Эль-Хадата, некоторое время проведя здесь. После этого халиф отвёл армию в Арабисс, после чего оставил её в городе и вернулся в Багдад. С войсками остался его сын Харун, который разделил силы на две части и с половиной армии осуществил рейд на фему Армениакон, где захватил небольшой форт Семал. Второй половиной армии командовал тот же полководец, которого ранее разбил Лаханодракон. Он пересёк границу с Византией в Малой Азией и направился во Фракисийскую фему, где вновь был бит армией врага под командованием Лаханодракона. В июне следующего года состоялось новое наступление арабов из Эль-Хадата, силами которых командовал Абд аль-Кабир, праправнук второго праведного халифа Умара. Войска готовились к ежегодному рейду когда новая императрица Византии Ирина (регент при своём сыне Константине VI в 780—790-х годах) собрала войска со всех малоазиатских фем. Командиром она назначила своего евнуха, сакеллария Иоанна. Мусульманские армии перешли границу в Каппадокии на Хадатском перевале и в Цезарее столкнулись с единой группировкой под общим командованием Лаханодракона. Войска арабов вновь разбили, и они были вынуждены вернуться на родину.

## Подготовка к наступлению
Из-за последнего поражения аль-Махди принял решение о сборе новой экспедиции против Византии, самой масштабной за всю вторую половину VIII века. Численность собранной армии исламский историк X века Ибн Джарир ат-Табари оценил в 95 793 человека, что примерно в два раза превосходило стандартную византийскую группировку в этом регионе. Её сбор и содержание обошлись казне 1,6 миллиона солидов, что почти соответствовало годовому бюджету Византии в целом. Номинальным лидером аль-Махди вновь поставил своего сына Харуна, но он позаботился о том, чтобы его сопровождали несколько опытных полководцев.

## Вторжение
9 февраля принц покинул Багдад, и арабская армия перешла хребет Тавр через «Киликийские врата». Ей удалось достаточно быстро покорить приграничную крепость Магида. По дорогам Аббасиды двинулись через плато во Фригию. Здесь Харун оставил Ар-Раби ибн Юнуса для осады Наколеи и охраны тыла. Другой отряд, численностью около 30 тысяч человек, под командованием «аль-Бармаки» (неуказанный член могущественного иранского рода Бармакидов, которым мог быть Яхья ибн Халид аль-Бармаки) Харун направил в набег на богатое западное побережье Малой Азии. Сам принц с основным войском выдвинулся к феме Опсикий.

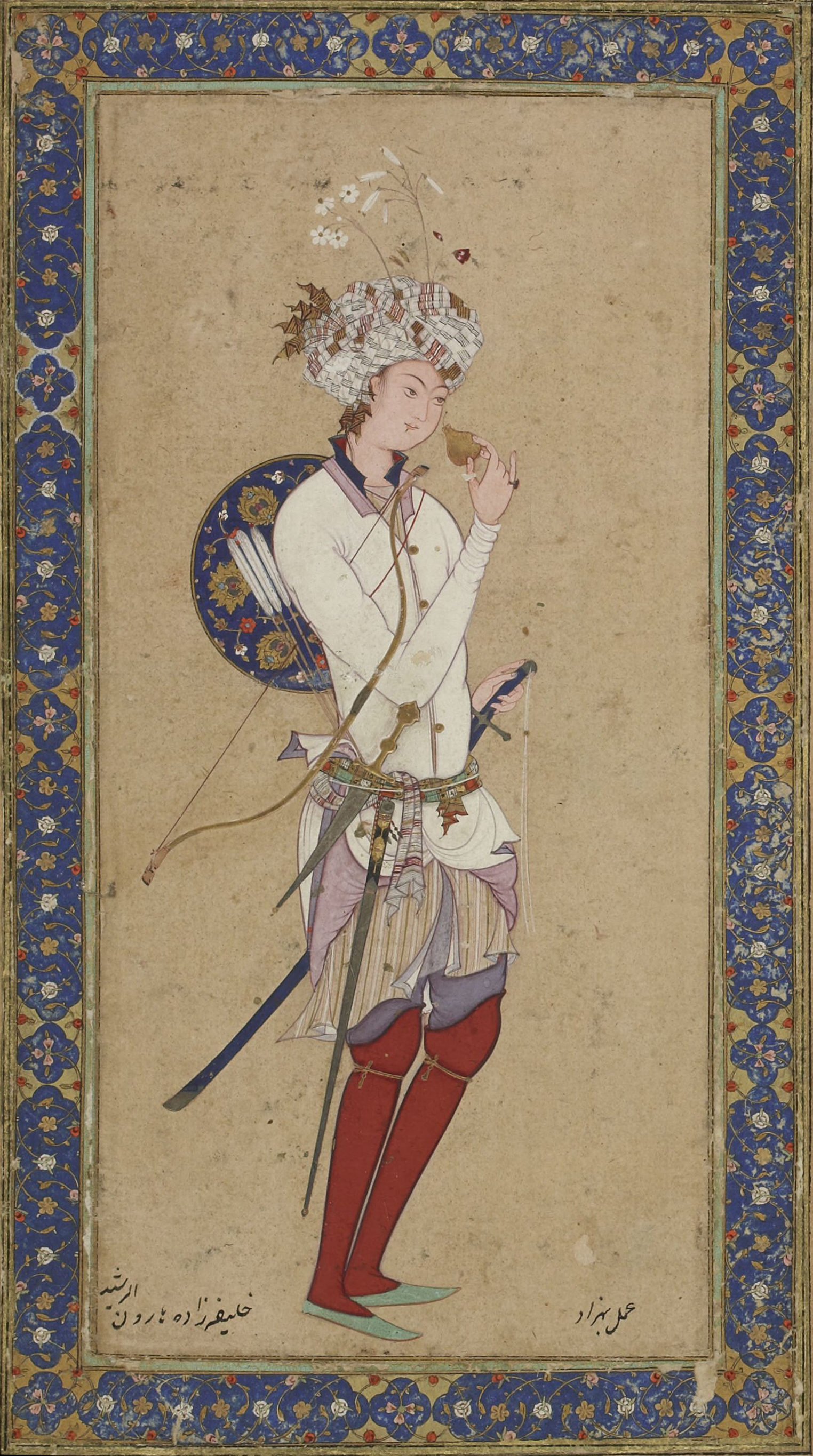
Портрет Харуна ар-Рашида, командовавшего вторжением, из сборника сказок «Тысяча и одна ночь»

Византийскую армию возглавлял евнух Ставракий, главный из министров империи во время правления Ирины. Его стратегия заключалась в избегании генерального сражения и выжидании разделения огромных сил на части. После этого планировалось встретить группировки и разбить их отдельно друг от друга. Фракийские силы под общим командованием Михаила Лаханодракона в местечке Даренос столкнулись с силами аль-Бармаки, потерпев тяжёлое поражение: один из византийских историков, Феофан Исповедник, оценивает потери греков в 15 тысяч человек, другой, Михаил Сириец, — в 10 тысяч человек. Исход осады Николеи, которую на тот момент вёл ар-Раби, достоверно неизвестна, но скорее всего он потерпел поражение в попытке взять крепость: если Феофан заявлял о том, что арабы всё же с трудом захватили город, то Михаил писал, что арабы не добились успеха и понесли большие потери. Версия последнего подтверждается и другими источниками. Согласно ат-Табари, часть основной армии под командованием Язида ибн Мазъяда аш-Шайбани где-то возле Никеи встретила византийские войска под командованием некоего «графа-графов» Никиты (речь может идти о дуксе фемы Опсикий). В последовавшем сражении Никита вступил в единоборство с арабским военачальником и был ранен, в то время как его армия потерпела поражение от арабов. После этого греки отошли в Никомедию. Здесь уже ожидали собранные силы тагматы под командованием доместика схол Антония. Сражению с ними Харун предпочёл продвижение к Хрисуполису, который находился напротив столицы империи, Константинополя, через пролив Босфор, однако у принца не было флота, в связи с чем он не мог себе позволить штурм города: всё продвижение было лишь намеренной демонстрацией силы.
Несмотря на то, что данное продвижение было явным успехом арабских войск, их положение было крайне шатким. Так как ар-Раби, скорее всего, потерпел поражение, это поставило под угрозу пути сообщения основной армии с территорией халифата. Разграбив азиатские пригороды столицы империи, Харун повернул назад. Во время марша по долине реки Сангарий к востоку от Никеи силы тагматов окружили его войска. Тылом командовал Антоний, а фронтовыми силами из фемы Букеларии — армянин Тачат. Последний тайно связался с Харуном. Он происходил из Армении, которая на тот момент была под контролем арабов, перебежав на сторону Византии в 760-х, а в дальнейшем был тесно связан с предыдущими правителями-иконоборцами. Тачат предложил перейти на сторону арабов если Харун дарует ему прощение и безопасное возвращение в Армению. Феофан Исповедник описал причину действий Тачата как ненависть к Ставракию, однако за этим скрывалось внутреннее недовольство всей нынешней властью империи. Армянский историк конца VIII века, вардапет Гевонд, писал, что причиной раздора стала личная неприязнь и пренебрежение со стороны императрицы к Тачату. Византинист Ральф-Йоханнес Лили же писал: «Тачат не видел больших возможностей для себя при новом режиме и действительно использовал хороший шанс, который предоставляла ему судьба».
Когда Харун попросил о начале переговоров, Ирина отправила к нему делегацию из трёх своих наиболее высокопоставленных придворных: доместика Антония, магистра Петра и Ставракия. Они были уверены, что арабы не посмеют им ничего сделать, в связи с чем пренебрегли возможностью заявить, что при их захвате они казнят заложников, уже находящихся в империи. По прибытии троицы в арабский лагерь Харун отдал приказ захватить их. В сочетании с предательством Тачата и ненадёжностью отрядов, что находились ранее под его командованием, Ирине пришлось пойти на переговоры не столько о мире, сколько об освобождении своих людей, в особенности верного Ставракия.

## Итоги
Обойдя греческий Константинополь, ты опустил на него своё копьё, и стены города были покрыты униженными. Ты не захотел брать город, но сражался сам, получая дань от его царей пока кипели котлы войны
По итогам заключённого соглашения византийцы были обязаны выплачивать тяжёлую дань последующие три года: арабские источники упоминают различные суммы в пределах 70—100 тысяч золотых солидов, а один из них добавляет в качестве контрибуции информацию о 10 тысячах шёлковых одежд. Согласно современному греческому историку Кристосу Макрипулосу, дань составляла 90 тысяч динаров в начале апреля и 70 тысяч динаров в июне каждого года. Кроме того византийцев обязали обеспечить армию Харуна провизией и сопроводить её до границы, а также передать Тачату его супругу и имущество. Харун в ответ отпустил всех взятых в плен византийцев (5 643 согласно ат-Табари), однако оставил при себе награбленную добычу, которую передал в казну халифата по возвращении. Табари в своём отчёте об экспедиции писал, что войска Харуна захватили 194 450 динаров золотом и 21 414 800 дирхамов серебром, более 20 тысяч верховых животных и зарезали 100 тысяч голов крупного рогатого скота и овец, убили 54 тысячи византийцев в бою и 2 090 взяли в плен. Ат-Табари также сообщает, что количество награбленного было таким, что «рабочая лошадь продавалась за дирхам, мул — менее чем за десять дирхамов, а двадцать мечей — за дирхам». При этом воины в день получали 1—2 дихрама.

## Последствия

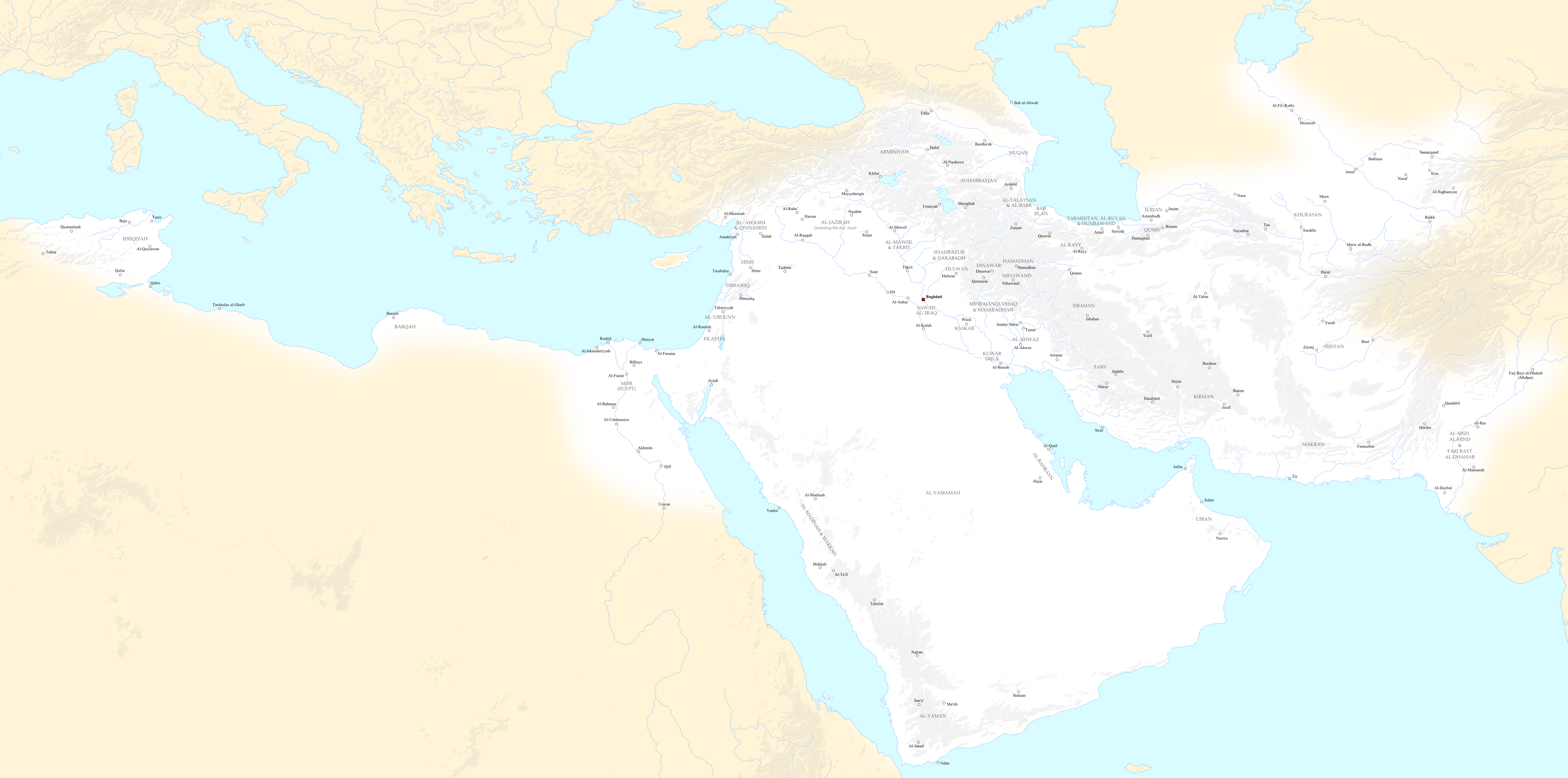
Государство Аббасидов и его провинции в 788 году.

Победа арабов нанесла серьёзный урон престижу императрицы Ирины. Кроме этого Византия потеряла одного из своих способных и опытных полководцев, что стал править аббасидской Арменией. Однако, хоть договор и был унизительным, потери для неё не были высоки, особенно учитывая масштаб наступления врага. Ирина смогла использовать трёхлетнее перемирие для укрепления своего положения. Она уволила большую часть полководцев Константина V. Одной из главных жертв этой чистки рядов стал Лаханодракон. Таким образом, Ирина смогла обеспечить контроль над вооружёнными силами и перенаправила свои усилия на расширение и укрепление византийского контроля над славянами на Балканах. Посланные ею в Македонию, Грецию и Пелопоннес в 783 г. войска для подавления славянского восстания могли быть взяты с восточного фронта.
Несмотря на заключенное перемирие, летописец и географ Якуби упоминает о набегах арабов в Малую Азию в 783, 784 и 785 годах. Если это правда, то они, по предположению Лили, представляли собой лишь незначительные атаки, поскольку основные источники согласны с тем, что перемирие соблюдалось до весны 785 года. В том же году, когда Ирина укрепила свою власть над армией и готовилась противостоять иконоборцам на внутреннем фронте, она решила прекратить выплату дани, в связи с чем военные действия возобновились. В начале 786 года византийцы добились крупного успеха, разграбив и сровняв с землей город-крепость Эль-Хадат в Киликии, который Аббасиды за последние пять лет превратили в крупный опорный пункт и военную базу для своих трансграничных походов. Однако по восшествии Харуна на престол халифата Аббасиды смогли вернуть себе инициативу. Арабское давление усилилось, и в 798 году, правящяя уже как императрица, а не регент Ирина была вынуждена вновь запросить аналогичное перемирию 782 года соглашение.